# Benoît Dispa
Benoît Dispa (ur. 18 września 1963 w Liège) – belgijski i waloński polityk, samorządowiec oraz audytor, deputowany krajowy, od 2024 przewodniczący Parlamentu Francuskiej Wspólnoty Belgii.

## Życiorys
Z wykształcenia romanista, absolwent Uniwersytetu w Namur i Université catholique de Louvain. Uzyskał także stopień licencjata z filozofii i nauk o rodzinie. Od 1986 do 1988 był asystentem na Uniwersytecie w Namur. Od 1989 pracował w krajowym trybunale obrachunkowym, od 2001 do 2014 z rangą pierwszego audytora.
Zaangażował się w działalność polityczną w ramach Les Engagés, był członkiem gabinetów i doradcą finansowym kilku ministrów tego ugrupowania. Od 2000 radny Gembloux, w tej miejscowości był członkiem władz wykonawczych ds. młodzieży i finansów (2000–2006) oraz burmistrzem (od 2006). W latach 2006–2014 radny prowincji Namur, następnie do 2019 członek federalnej Izby Reprezentantów. W 2019 i 2024 wybierany do Parlamentu Francuskiej Wspólnoty Belgii i Parlamentu Walońskiego. W lipcu 2024 objął funkcję przewodniczącego pierwszej z tych izb.